# ジャクソン大草原
ジャクソン大草原は、ミシシッピ州の611,200エーカー (247,300 ha)に及ぶ温帯草原生態地域。これは、黒帯 (またはブラック・プレーリー)という地理学的地域から分離したものである。 

## 説明
大草原は、ミシシッピ川からアラバマ州境まで州を跨いで狭い帯状に広がる。最も広い場所でも幅はわずか40マイル (64 km)に過ぎず、一般的には 10 ～ 10–30マイル (16–48 km) 。北西のジャクソン付近からビエンビル国立森林公園を通り、南東のアラバマ州境まで斜めに伸びている。 
大草原の塩基性土壌と森林の酸性土壌の対比は、各地域の植物の種類をはっきりと分ける。大草原の西部では、土壌は石灰質粘土層の上にある褐色の黄土ローム層が堆積している。丘陵地帯では、粘土層は鮮新世の赤と黄色の砂で覆われている。 ジャクソン大草原帯の識別要素である下層の粘土層は、雨水の量に応じて大きくに収縮、膨張する。その反復は丘と窪みを加え、長い月日を掛けて積み重ねられていく。 
大草原は、森林が大草原を覆わないように、定期的に発生する火災に依存している。

## 植物と動物
大草原は、大量のコリンウズラ ( Colinus virginianus )、東部の野生の七面鳥( Meleagris gallopavo silvestris )、及び様々な鳴禽類の種を支えている。

## 保全
土壌と気候から、このエコリージョンは農業に理想的であり、大草原の大部分が農地と作物農業に転換されている。ビエンビル国有林には原生林としては最大のハレルプレーリー植物地区を含む、いくつかの区域が残っている。 
2002 年の草原保護区プログラムにより、政府機関は草原を保護するために保全地役権を購入できるようになった。 

## 参照
- Harrell Prairie Botanical Area
- Texas blackland prairies